# Philip French
Philip Neville French OBE (* 28. August 1933 in Liverpool; † 27. Oktober 2015 in London) war ein britischer Filmkritiker und Hörfunkproduzent.

## Leben und Karriere
Philip French gehörte über Jahrzehnte zu den bekanntesten und renommiertesten Filmkritikern in Großbritannien. Der Sohn eines Versicherungskaufmanns interessierte sich schon seit seiner Kindheit für den Film. Er studierte am Exeter College in Oxford und arbeitete ab Ende der 1950er-Jahre als Journalist, zunächst bei der Bristol Evening Post. Anschließend war er als Theater- und Filmkritiker bei der The Times sowie beim New Statesman engagiert. Er verfasste ebenfalls Artikel für das Filmmagazin Sight and Sound. Am bedeutendsten war allerdings Frenchs Arbeit beim Observer, für die er in einem Zeitraum von insgesamt über 50 Jahren tätig war. Eine weitere lange Zusammenarbeit hatte French mit BBC Radio, wo er verschiedene Sendungen zum Thema Film produzierte und moderierte. Seine Sendung Critics’ Forum lief zwischen ab 1974 bei BBC Radio 3, ehe er dann 1990 beim BBC in den Ruhestand ging. Für den Observer schrieb French allerdings noch weiterhin bis zu seinem 80. Geburtstag als Kritiker. 
Neben seiner Arbeit als Filmkritiker veröffentlichte French auch einige filmwissenschaftliche Bücher, etwa über das Westerngenre sowie über die alten Filmmogule aus Hollywood. Wie sich sein Kritiker-Kollege Michael Billington erinnerte, verfügte French über ein außerordentliches Gedächtnis und Wissen im Bereich der Filmgeschichte. French glaubte, dass auch im 21. Jahrhundert noch Platz für Filmkritiker sei. Über seinen Beruf sagte: „Kein Kritiker sollte je sagen, dass er gelangweilt sei. Es ist nicht genug, einen Film zu verstehen; man muss versuchen, daraus etwas interessantes und wertvolles zu sagen.“ Er zeigte sich besonders stolz darauf, wenn er noch unbekannten Filmemachern mit positiven Kritiken (darunter etwa Martin Scorsese Anfang der 1970er) zu Erfolgen hochhalf. Philip French war Jurymitglied bei den Internationalen Filmfestspielen von Cannes 1986. 
Mit seiner Frau Kersti Molin war French mehr als 57 Jahre verheiratet und bekam mit ihr drei Söhne, darunter den Romanautor Sean French. Im Jahre 2011 wurde er für seine Verdienste in der Filmkritik mit dem Order of the British Empire ausgezeichnet. Er starb im Oktober 2015 im Alter von 82 Jahren an einem Herzinfarkt.